# Índigo (canción de Camilo y Evaluna Montaner)
«Índigo» es una canción del cantante colombiano Camilo y la cantante venezolana Evaluna Montaner. Fue lanzado el 13 de octubre de 2021, como el primer sencillo del tercer álbum de estudio de Camilo De adentro pa' fuera (2022).

## Antecedentes y composición
«Índigo» es una canción que muestra el estilo que caracterizaría la música de Camilo. Tiene una duración de tres minutos con treinta y un segundos en su versión original, al igual que su video musical.
En horas recientes, los Echeverry-Reglero subieron un nuevo video en el que se ve a Evaluna comiendo una galleta mientras de fondo suena una nueva frase de la canción que dice ‘y ahora todo huele y sabe mejor’. Seguido a ello, suena el ya mencionado coro y la pareja empieza a bailar. “Camilo y Evaluna. Índigo. Este miércoles”, escribió Camilo. A la espera de que salga la nueva colaboración musical con su pareja, ambos dejaron ver en sus redes sociales el importante momento que vivieron en la noche del lunes 11 de octubre. Por primera vez la pareja durmió en la casa que compraron juntos. “Nuestra primera noche en nuestra casita. Por fin”, escribió el colombiano en las historias de su cuenta de Instagram, con una foto en lo que parecen ser las sábanas de su cama.
Fue escrita por Camilo, Evaluna Montaner y Edgar Barrera. Además, esta fue utilizada para la reacción de familiares de entre Camilo y Evaluna sobre su futura hija.

## Video musical
El videoclip fue grabado en Mérida, España. Cuenta con la participación de su esposa Evaluna Montaner. Asimismo, fue lanzado el 13 de octubre de 2021 por el canal de Camilo en YouTube.

### Sinopsis
Todo se centra en algunas de las grabaciones e imágenes de Camilo y Evaluna sobre su futura hija. En las mismas, se puede ver al padre de Evaluna Ricardo Montaner, sus hermanos Mau & Ricky y familia reaccionando al embarazo mediante videos inéditos.

## Posicionamiento en listas

### Semanales
| Listas (2022)                 | Mejor posición |
| ----------------------------- | -------------- |
| Argentina Hot 100 (Billboard) | 5              |
| Bolivia (Monitor Latino)      | 4              |
| Costa Rica (Monitor Latino)   | 1              |
| Ecuador (Monitor Latino)      | 5              |
| Colombia (Monitor Latino)     | 1              |
| El Salvador (Monitor Latino)  | 1              |
| Global 200 (Billboard)        | 48             |
| Guatemala (Monitor Latino)    | 5              |
| Hot Latin Songs (Billboard)   | 21             |
| Latin Pop Airplay (Billboard) | 3              |
| México (Monitor Latino)       | 6              |
| Mexico Airplay (Billboard)    | 4              |
| Panamá (Monitor Latino)       | 7              |
| Panamá (Produce)              | 24             |
| Perú (Monitor Latino)         | 1              |
| Uruguay (Monitor Latino)      | 3              |
| Venezuela (Monitor Latino)    | 9              |